# 第3世代移動通信システム

第3世代移動通信システム（だい3せだいいどうつうしんシステム、英語: 3rd Generation Mobile Communication System, 「3G」）とは、1G・2Gに続く国際電気通信連合 (ITU) が定める「IMT-2000」 (International Mobile Telecommunication 2000) 規格に準拠した移動通信システムのこと。一般的に英語の"3rd Generation"から、「3G」（スリージー）などとも略される。 
ITUは5種類の地上系通信方式と6種類の衛星系通信方式を1999年に勧告した。日本の例では、NTTドコモやソフトバンク、ワイモバイルが採用しているW-CDMA方式（欧州ではUMTS方式と呼ばれる）やKDDI・沖縄セルラー電話連合の「au」が採用しているCDMA2000 1x（CDMA2000 1xRTT、当初はCDMA2000）方式がある。ITUでは、2007年11月、世界100か国以上の700を超えるネットワークで8億以上の加入者が存在するとしていた。

## 概要

### 標準化の経緯
ITUにおける第3世代移動通信システム標準化の検討は1985年に開始された。目的は、音声に加えてマルチメディア、データ、及びビデオをサポートする超高速なワイヤレス通信のソリューションを提供すること。当初は「FPLMTS」(Future Public Land Mobile Telecommunication Systems) と呼ばれたが、後に高速なデータ通信、テレビ電話などのマルチメディアサービスの利用が可能となるよう、「新バンド（2000MHz帯）」の運用 で「2000kbpsのデータ転送速度（静止時）」を「2000年に商用化」するという願いを込めて「IMT-2000」と改称された。
第2世代 (2G) では互換性のない方式の移動通信システムが各国、各地域別に展開されていたため、第3世代では世界的にローミングが可能となるように統一規格の策定を目指したが、結局は地上系5種類の方式を包括的に含む内容となった。新技術にかかわる特許問題が浮上したことや、インフラと技術の両面で既存2G資産の活用を強く意識した3G方式の提案が各方面から出されたことが背景にある。

### IMT-2000規格
IMT-2000規格として1999年に勧告された地上系無線方式にはIMT-DS、IMT-MC、IMT-TC、IMT-SC、IMT-FTの5つがあり、通信速度として144kbps（高速移動時）、384kbps（低速移動時）、2Mbps（静止時）が規定された。その後2007年には、IEEE 802.16eの派生型であるOFDMA TDD WMANが追加された。（各方式の詳細については下表を参照）
| 規格名                  | 規格名                         | 規格名                         | 規格名                            | 複信方式 | 多元接続方式 | 特徴                                               | 主な使用地域                                                     |
| ITU                     | 別名                           | 別名                           | 高速データ通信                    | 複信方式 | 多元接続方式 | 特徴                                               | 主な使用地域                                                     |
| ----------------------- | ------------------------------ | ------------------------------ | --------------------------------- | -------- | ------------ | -------------------------------------------------- | ---------------------------------------------------------------- |
| IMT-DS                  | W-CDMA                         | UTRA-FDD                       | HSDPA / HSUPA                     | FDD      | CDMA         | 基地局間同期が不要（Release4で同期をオプション化） | 欧州・日本・北米・南米・東南アジア・中国・韓国・中東・オセアニア |
| IMT-MC                  | CDMA2000 / CDMA2000 1x (1xRTT) | CDMA2000 / CDMA2000 1x (1xRTT) | CDMA2000 1x EV-DO (Rel.0 / Rev.A) | FDD      | CDMA         | 基地局間同期が必要                                 | 北米・南米・日本・韓国・中国・台湾・香港・東南アジア・イスラエル |
| IMT-TC                  | UTRA-TDD                       | TD-SCDMA                       |                                   | TDD      | CDMA         | 移動局間同期が必要                                 | 中国                                                             |
| IMT-TC                  | UTRA-TDD                       | TD-CDMA                        | HSDPA                             | TDD      | CDMA         | 基地局・移動局間の同期が不要                       | 欧州                                                             |
| IMT-FT                  | DECT                           | DECT                           |                                   | TDD      | TDMA         | デジタルコードレス電話                             | 欧州                                                             |
| IMT-SC                  | UWC-136、EDGE、GSM384          | UWC-136、EDGE、GSM384          | EDGE Phase 2 / EDGE Evolution     | FDD      | TDMA         | GSMの上位互換、D-AMPSの代替                        | 米国・アジア・欧州                                               |
| IMT-2000 OFDMA TDD WMAN | IMT-2000 OFDMA TDD WMAN        | WiMAX                          | WiMAX                             | TDD      | OFDMA        | IEEE 802.16内WiMAX Forumプロファイル               | 米国・アジア・欧州                                               |

### 3Gの展開
ITUが2Gの「進化型」と位置付けるIMT-MC (CDMA2000 1x) やIMT-SC (EDGE) は、それぞれ既存のCDMA (IS-95) と GSMまたはD-AMPSなどの2Gネットワークとの親和性が高く、各3G方式の中でも先行して展開が進んだ。ところが新たな周波数帯の割り当て（ライセンス）を受ける必要があるIMT-DS方式については、特に欧州で周波数オークション時の落札価格が巨額となり、事業者の財務状態を悪化させて3G (UMTS) 用インフラへの投資が抑制される状況となった。事業者は既存の2G (GSM) ネットワークを活用したシームレスな運用を行い、段階的にUMTSネットワークを拡充する方針を採ったものの、GSM/UMTSデュアルモード端末の供給が追い付かなかったことがUMTSの展開をさらに遅らせる原因となった。
従来、欧州では900MHz帯での携帯事業はGSM方式に限られていたが、この制限が2009年に撤廃され（欧州指令 2009/114/EC）、UMTSも同バンドでの運用が可能となった。900MHz帯は2GHz帯などの高い周波数帯よりもカバレッジの面で有利であり、より少ない額のインフラ投資でUMTSを導入できると言われている。欧州の関連企業団体 Global Mobile Suppliers Association (GSA) がまとめた調査によれば、欧州を含めて既に20か国以上で900MHz帯（または850MHz帯）でのUMTS運用の許可が可能なように法整備がなされており、18か国で実際に運用が始まっているか、予定されているという。
日本では、2001年にNTTドコモが世界に先駆けて3G (W-CDMA) の商用サービスを開始し、翌年にはKDDIグループとJ-PHONE（現在のソフトバンク）が続いた。モルガン・スタンレーが発表した調査報告によると、2008年現在、域内の3G普及率は84%と高い水準となっている。この調査報告によると、次いで普及率が高いのは北米地域の29%と欧州の25%となっている。

## 日本の状況

### ユーザー数
2011年5月末時点で、1億2千万契約を越える携帯電話の契約中、1億1600万件あまりと、全契約の96%が第3世代（第3.5世代を含む）である。なかでも、SoftBank 6-2（PDC方式）を2010年3月末で終了させたソフトバンクモバイルと、2007年に新規参入したイー・モバイルは、全契約が第3世代である。第2世代のサービスを提供していた事業者についても、au（KDDI・沖縄セルラー電話）のcdmaOneは2012年7月22日に、
NTTドコモのmova（PDC方式）は同年3月31日にサービスを終了した。
各社の契約数については、業界団体の電気通信事業者協会が毎月末の時点における会社別・世代別（方式別）でまとめて発表しており、その時点における携帯電話業界の状況を知る資料として広く活用されている。

### 日本の周波数割り当て
第3.9世代移動通信システム以降で利用する帯域を含む、日本国内で各事業者に割り当てられている周波数帯は下表のとおりとなっている。
なお、KDDI/沖縄セルラー電話（au）の3G方式であるCDMA 1X（現・au 3G）、CDMA2000 1x EV-DO Rel.0は2012年7月22日まで第2世代移動通信システム向けの周波数帯（旧800MHz帯、Band Class3）と並行利用していた。現在は3G向けに再編された下記の周波数帯によりサービスを展開している。かつて利用されていた旧800MHz帯および旧1.5GHz帯については、第2世代移動通信システムを参照のこと。
| 番号 | 上り (MHz)      | 下り (MHz)      | 帯域幅 (MHz) | エリア     | 用途                           | キャリア               |
| ---- | --------------- | --------------- | ------------ | ---------- | ------------------------------ | ---------------------- |
| 1    | 715 - 718       | 770 - 773       | 3×2 = 6      | 日本全国   | LTE (Band 28)                  | 楽天モバイル           |
| 1    | 718 - 728       | 773 - 783       | 10×2 = 20    | 日本全国   | LTE (Band 28) 5G (n28)         | KDDI・沖縄セルラー電話 |
| 1    | 728 - 738       | 783 - 793       | 10×2 = 20    | 日本全国   | LTE (Bnad 28) 5G (n28)         | NTTドコモ              |
| 1    | 738 - 748       | 793 - 803       | 10×2 = 20    | 日本全国   | LTE (Bnad 28) 5G (n28)         | ソフトバンク           |
| 2    | 815 - 830       | 860 - 875       | 15×2 = 30    | 日本全国   | LTE (Bnad 18)                  | KDDI・沖縄セルラー電話 |
| 3    | 830 - 845       | 875 - 890       | 15×2 = 30    | 日本全国   | W-CDMA (Band 19) LTE (Bnad 19) | NTTドコモ              |
| 4    | 900 - 915       | 945 - 960       | 15×2 = 30    | 日本全国   | LTE (Bnad 8)                   | ソフトバンク           |
| 5    | 1427.9 - 1437.9 | 1475.9 - 1485.9 | 10×2 = 20    | 日本全国   | LTE (Bnad 11)                  | ソフトバンク           |
| 5    | 1437.9 - 1447.9 | 1485.9 - 1495.9 | 10×2 = 20    | 日本全国   | LTE (Bnad 11)                  | KDDI・沖縄セルラー電話 |
| 6    | 1447.9 - 1462.9 | 1495.9 - 1510.9 | 15×2 = 30    | 日本全国   | LTE (Bnad 21)                  | NTTドコモ              |
| 7    | 1710 - 1730     | 1805 - 1825     | 20×2 = 40    | 日本全国   | LTE (Bnad 3) 5G (n3)           | KDDI・沖縄セルラー電話 |
| 7    | 1730 - 1750     | 1825 - 1845     | 20×2 = 40    | 日本全国   | LTE (Bnad 3)                   | 楽天モバイル           |
| 7    | 1750 - 1765     | 1845 - 1860     | 15×2 = 30    | 日本全国   | LTE (Bnad 3) 5G (n3)           | ソフトバンク           |
| 7    | 1765 - 1785     | 1860 - 1880     | 20×2 = 40    | 東名阪     | LTE (Bnad 3)                   | NTTドコモ              |
| 7    | 1765 - 1785     | 1860 - 1880     | 20×2 = 40    | 東名阪以外 | LTE (Bnad 3)                   | 楽天モバイル           |
| 8    | 1920 - 1940     | 2110 - 2130     | 20×2 = 40    | 日本全国   | LTE (Bnad 1)                   | KDDI・沖縄セルラー電話 |
| 8    | 1940 - 1960     | 2130 - 2150     | 20×2 = 40    | 日本全国   | W-CDMA (Bnad 1) LTE (Bnad 1)   | NTTドコモ              |
| 8    | 1960 - 1980     | 2150 - 2170     | 20×2 = 40    | 日本全国   | LTE (Bnad 1)                   | ソフトバンク           |

| 番号 | MHz         | 帯域幅 (MHz) | エリア   | 用途                                                   | キャリア               |
| ---- | ----------- | ------------ | -------- | ------------------------------------------------------ | ---------------------- |
| 1    | 2010 - 2025 | 15           | 日本全国 | IMT-TC UTRA-TDD TD-SCDMA TD-CDMA HSDPA TD-LTE(Band 34) | 未割り当て             |
| 2    | 2545 - 2575 | 30           | 日本全国 | LTE (Bnad 41) 5G (n41)                                 | Wireless City Planning |
| 2    | 2595 - 2645 | 50           | 日本全国 | LTE (Bnad 41) 5G (n41)                                 | UQコミュニケーションズ |
| 3    | 3400 - 3440 | 40           | 日本全国 | LTE (Bnad 42) 5G (n77)                                 | ソフトバンク           |
| 3    | 3440 - 3520 | 80           | 日本全国 | LTE (Bnad 42) 5G (n78)                                 | NTTドコモ              |
| 3    | 3520 - 3560 | 40           | 日本全国 | LTE (Bnad 42) 5G (n77,n78)                             | KDDI・沖縄セルラー電話 |
| 3    | 3560 - 3600 | 40           | 日本全国 | LTE (Bnad 42)                                          | ソフトバンク           |

2014年7月現在、総務省では3.5GHz帯の割当を検討しており、3480～3600MHz部分をTDDバンドで3ブロックに分け、1社あたり40MHz幅ずつ（計120MHz幅分）割り当てることを構想している。このバンドの確保には、衛星通信で使用している周波数帯の巻き取りが必要とされる。巻き取りの範囲が広いため、従来からの割当に倣ったFDDバンドでは上り帯域が確保できず、早期に巻取りに掛れるのが下り帯域相当部分のみとなることから、TDDバンドとしての割り当てを有力候補としていたが、2014年12月に正式に割り当て予定が決まっている。
このうち、NTTドコモは、2016年夏に、東名阪地区で、Bands 42を2波、Bands 3を1波の3波を束ねたキャリア・アグリゲーションである、3CCAの形で提供開始された。
その後、KDDI/沖縄セルラー電話が、UQコミュニケーションズのWiMAX 2+の2波と自社LTEとの3CCAが総務省から認められる事になったため、Bands 42の開始に先駆けて、WiMAX 2+の2波とBands 1帯域を束ねる形で、3CCAを開始する事になった。

### 略年表
- 2001年
  - 5月: NTTドコモがFOMA（W-CDMA方式）での試験サービスを開始。
  - 10月: 同上、商用サービスを開始。3Gでは試験サービスとともに世界初。
- 2002年
  - 4月: au（KDDI / 沖縄セルラー電話）がCDMA 1X（CDMA2000 1xRTT方式、現・au 3G）のサービスを開始。
  - 12月20日: ボーダフォン（現ソフトバンクモバイル）がVodafone Global Standard（現在はSoftBank 3G）（W-CDMA方式）でのサービスを開始。
- 2003年11月28日: au（KDDI／沖縄セルラー電話）が上位サービスとして、CDMA 1X WIN (1X EV-DO Rel.0、現・au 3G) を開始。
- 2005年11月9日: 総務省は携帯電話の新規参入事業者として、1.7GHz帯にBBモバイル及びイー・モバイル、2GHz帯にアイピーモバイルと決定[17]。
- 2006年
  - 4月28日: BBモバイルは1.7GHz帯の開設計画の認定の返上を総務省に申出[18]。
  - 7月12日: BBモバイルの1.7GHz帯の開設計画の認定の取消し予定を決定[19]。
  - 8月31日: NTTドコモがHSDPA商用サービス開始。FOMAハイスピードを参照のこと。
  - 10月14日: ソフトバンクモバイルがHSDPA通信サービス「3G ハイスピード」を開始。
  - 12月: au（KDDI / 沖縄セルラー電話）が1X EV-DO Rev.Aの商用サービスを開始。
- 2007年
  - 3月31日: イー・モバイルがHSDPAモバイル通信サービスを開始。
  - 9月29日: NTTドコモのFOMAサービス利用者が世代初の4,000万件を突破。
  - 10月30日: アイピーモバイルが2GHz帯の開設計画の認定の返上を総務省に提出、受理[20]。
  - 12月12日: アイピーモバイルの免許（2GHz帯周波数を使用した特定基地局の開設計画の認定）取り消し。
- 2008年3月28日: イー・モバイルがW-CDMA通信方式で音声通話サービスを開始。
- 2010年12月24日: NTTドコモが第3.9世代移動通信システムであるLTEサービスXi(クロッシィ)を開始。
- 2011年2月25日: ソフトバンクモバイルが第3.5世代であるULTRA SPEEDサービスを開始。
- 2012年
  - 7月25日: ソフトバンクモバイルが新たに獲得した900MHz帯の一部を利用して、W-CDMA方式のSoftBank 3G及び、HSDPA通信方式の3Gハイスピードサービスを開始。
  - 9月21日 ： au（KDDI / 沖縄セルラー電話）が第3.9世代LTEサービス au 4G LTEを開始。
  - 9月21日 ： ソフトバンクモバイルが第3.9世代LTEサービス SoftBank 4G LTEを開始。
- 2018年1月31日 ： ソフトバンク及びY!mobileが、3G回線の1.5GHz帯と1.7GHz帯を使用している通信サービスを終了。
- 2022年3月31日 ： KDDI/沖縄セルラー電話（au）が3G携帯向けのCDMA 1X WIN（au 3G）のサービスを終了[21]。
- 2024年
  - 4月15日：ソフトバンクが、SoftBank 3GおよびEMOBILE 4G-Sなど、音声通話に第3.9世代移動通信システム以降のネットワーク（VoLTE）を使用しない契約のサービスを石川県以外で終了。当初は同年1月31日で全国一斉に終了予定だったが、同月1日に発生した能登半島地震に伴い、終了日時が変更になった[22][23]。
  - 7月31日 ： ソフトバンクが、2024年4月7日時点で契約者住所が石川県であった契約に対する石川県での3Gサービスを終了[23]。
- 2026年3月31日：NTTドコモの3GサービスFOMAを終了。

## 日本以外の状況

### アメリカ合衆国
米国では全国レベルで携帯電話サービスを行なっている事業者は現在3社あり、3Gの全国展開は2000年代に達成された。2021年2月現在、3Gのサービス終了は近づきつつあり、ほとんどの事業者で、3Gオンリー端末のアクティベーションは出来なくなっている。

#### AT&T Mobility
AT&Tモビリティ（Cingularを含む）は2005年から3Gサービスを、W-CDMA方式（1900MHz帯のバンド2、850MHz帯のバンド5）で提供している。カバー地域の地図 （英語）。3Gのサービスは、2022年2月に終了予定。

#### T-Mobile
T-Mobileは2008年から3GサービスをW-CDMA方式（バンド4、AWS）で提供している。カバー地域の地図{（英語）。また、旧スプリントのcdma2000もサービスされている。

#### Verizon Wireless
ベライゾン・ワイヤレスは2005年から3GサービスをCDMA2000方式で提供している。カバー地域の地図（英語）。3Gのサービスは、2022年12月31日で終了予定。

### 中国
中国では2009年1月、3社に3Gの営業免許が与えられて、同年より本格的な運用が開始された。

#### China Mobile
中国移動通信がTD-SCDMA方式により、2008年に北京オリンピックを控えて、5月から8都市でテストを行ない、2009年から正式営業が行われている。GSM方式も並行して継続する。

#### China Unicom
中国聯合通信がW-CDMA方式により、2009年5月から55都市（直轄市、副省級市および他の省都など主要都市）で試験営業を行なっていて、10月から本格営業を行なう予定。なお、従来のCDMA方式は切り離した上で中国電信が譲受し、聯通はGSMとUMTSでサービスを展開する。これに、3Gではないが、聯通が吸収合併した中国網通が手がけていた小霊通も聯通が継承している。

#### China Telecom
中国電信は中国聯通から引き受けたCDMA方式を3GとしたCDMA2000により、4月から営業を始めている。2009年内に500都市で営業を始める予定。加えて、従前からの小霊通サービスは従前どおり、電信が続けることになった。

### ロシア
ロシアは、第2世代はGSM規格で第3世代はW-CDMA規格をおもに使っているEU諸国に近く人的な交流も多いこともあり、三大携帯電話サービス会社であるモバイル・テレシステムズ、ヴィンペル・コム（提供サービス名称はビーライン）、メガフォンはこれらの規格を使っている。しかし、まだ全国サービスに達していないデルタ・テレコムがCDMA2000規格を使っている。
首都のモスクワについては、ロシア連邦通信・情報技術・マスコミュニケーション監督局が2009年12月、上記携帯通信3社に3Gの認可を与えたばかりで、2010年年初から3Gサービスが開始される予定。

#### MegaFon
メガフォン (MegaFon) 社は連邦マスコミ・通信・知的財産保護監督庁（ロススビャジオフランクリトゥラ）から認可を得て、サンクトペテルブルク市でW-CDMA規格の3Gサービス（データサービスのみ）を2007年10月に商用運用開始した。

#### MTS
モバイル・テレシステムス（Mobile TeleSystems、略称 : MTS）社はウリヤノフスク市の中心部で2009年12月にW-CDMA規格の3Gのサービスを開始して、2010年末までに全市へ拡大する。

#### Vimpel Com
ヴィンペル・コム (VimpelCom) 社がビーライン (BeeLine) のW-CDMA規格の3Gサービスを2009年12月にカルムイク共和国の首都エリスタ市で開始し、2010年末までに共和国全体へ普及を目指す。

#### Delta Telecom
デルタ・テレコム（Delta Telecom、携帯サービス名はSkyLink） がロシアで唯一CDMA2000規格の3Gサービスを2002年から開始している。